# Scance
La Scance est une petite rivière française qui coule dans le département de la Meuse. C'est un affluent direct de la Meuse en rive gauche.

## Géographie
La Scance est une rivière d'Argonne, qui naît à Nixéville au sein de la commune de Nixéville-Blercourt, localité située dans le département de la Meuse, à une quinzaine de kilomètres à l'est de Clermont-en-Argonne. Son cours s'oriente en règle générale du sud-ouest vers le nord-est. Après un court parcours de 11,7 kilomètres, elle conflue avec la Meuse en rive gauche, à la limite entre les communes de Verdun et de Thierville-sur-Meuse. Son bassin est situé dans une zone à pluviosité assez élevée et fortement boisée de l'Argonne.

## Communes traversées
La Scance baigne les communes suivantes (d'amont en aval) : 
- département de la Meuse : Nixéville-Blercourt, Verdun (dont Baleycourt) et Thierville-sur-Meuse.

## Hydrologie
La Scance est une rivière moyennement régulière, à l'instar de ses voisines de la région de l'ouest de la Lorraine. Son débit a été observé durant une période de 24 ans (1982-2006), à Verdun, ville du département de la Meuse située au niveau de son confluent avec le fleuve. La surface ainsi étudiée est de 25 km2, soit plus des trois quarts du bassin versant de la rivière qui compte 32,7 km2.
Le module de la rivière à la station hydrométrique de Verdun est de 0,389 mètre cube par seconde. 
La Scance présente des fluctuations saisonnières de débit assez nettes, comme très souvent dans l'est de la France. Les hautes eaux se déroulent en hiver et au début du printemps, et se caractérisent par des débits mensuels moyens allant de 0,551 à 0,670 m3/s, de janvier à avril inclus (avec un maximum en février). À partir du mois de mai, le débit baisse rapidement jusqu'aux basses eaux de fin d'été-début d'automne qui ont lieu d'août à octobre inclus, entraînant une  baisse du débit mensuel moyen jusqu'à 0,146 m3/s au mois de septembre. Mais ces moyennes mensuelles ne sont que des moyennes et cachent des fluctuations plus prononcées sur de plus courtes périodes ou selon les années.
Aux étiages, le VCN3 peut chuter jusque 0,073 m3/s (73 l/s en cas de période quinquennale sèche, ce qui est loin d'être sévère comparé à un module de 389 l/s
Les crues ne sont guère redoutables, compte tenu de l'extrême petitesse du bassin versant. Les QIX 2 et QIX 5 valent respectivement 1,8 et 2,6 m3/s. Le QIX 10 est de 3,1 m3/s, le QIX 20 de 3,6 m3/s, tandis que le QIX 50 n'a pas été calculé.
Le débit instantané maximal enregistré à la station hydrométrique de Verdun a été de 3,39 m3/s 21 décembre 1993, tandis que la valeur journalière maximale était de 2,98 m3/s le même jour. Si l'on compare la première de ces valeurs à l'échelle des QIX de la rivière, l'on constate que cette crue n'était pas même d'ordre vicennal, et donc destinée à se répéter tous les 12-15 ans en moyenne.
La Scance est une rivière relativement abondante. La lame d'eau écoulée dans son bassin versant est de 376 millimètres annuellement, ce qui est nettement supérieur à la moyenne d'ensemble de la France (320 millimètres), mais inférieur cependant à la moyenne du bassin de la Meuse à Chooz, près de sa sortie du territoire français (450 millimètres). Le débit spécifique (Qsp) atteint le chiffre de 11,9 litres par seconde et par kilomètre carré de bassin.

## Patrimoine - Curiosités - Tourisme

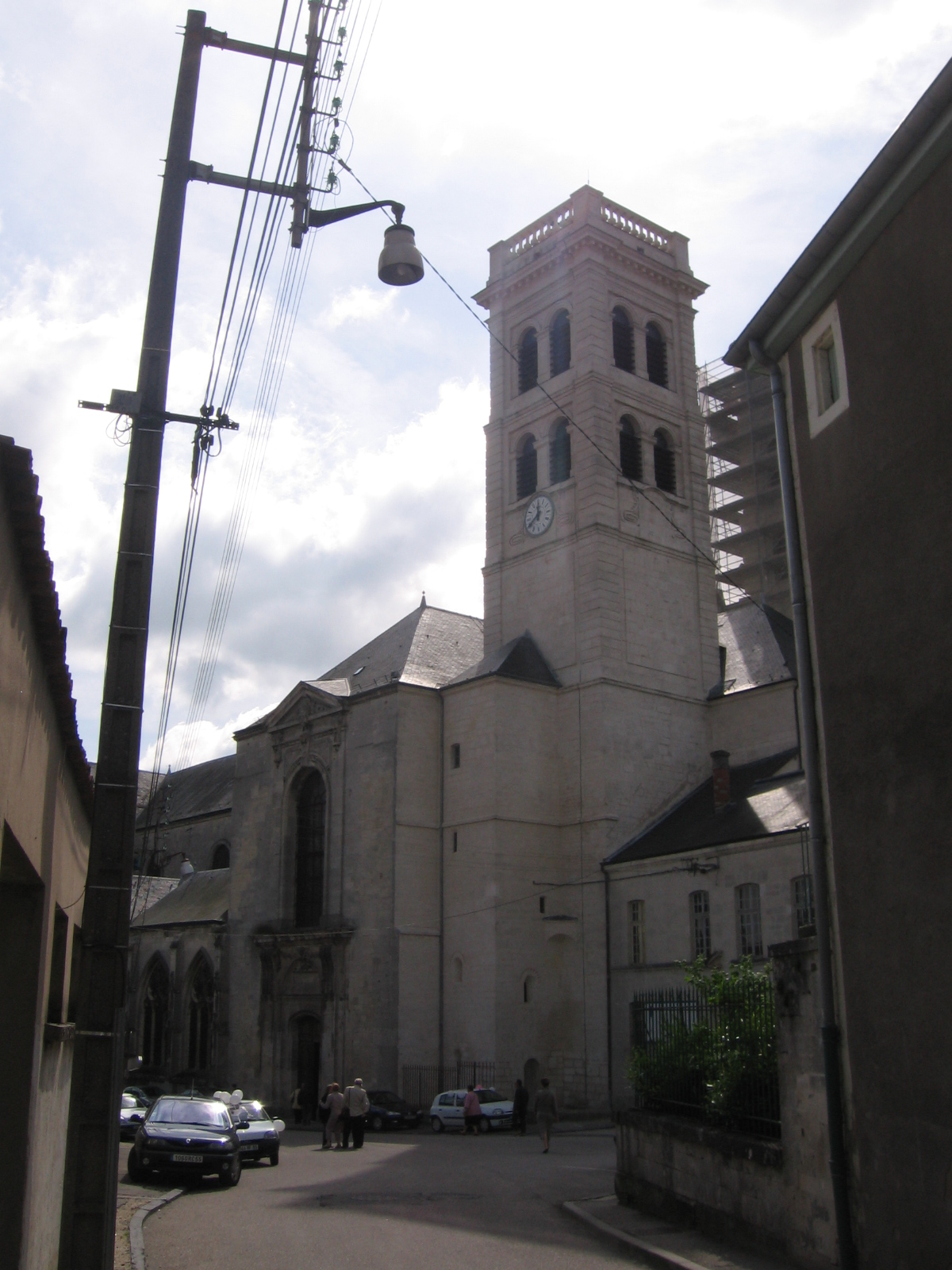
La cathédrale de Verdun

La plus grande partie de son cours est longée par la Voie Sacrée qui reliait Verdun au reste de la France durant les durs combats de la Première Guerre mondiale (voir bataille de Verdun).
- Nixéville-Blercourt : fusion des communes de Nixéville et de Blercourt en 1972. Cimetière mérovingien des Ve et VIIe siècles. Vieilles maisons datées des XVIIe et XIXe siècles. Église Saint-Léger de Nixéville avec base de la tour datant du XIIe siècle. Cimetière : anciens monuments funéraires. Église Saint-Pierre-ès-Liens de Blercourt datant de 1740. Blercourt est baigné par le Ruisseau de Blercourt, affluent de la Vadelincourt, donc sous-affluent de l'Aire, de l'Aisne et de la Seine.

- Thierville-sur-Meuse : Banlieue de Verdun dominée par des coteaux verdoyants. Maisons des XVIIIe et XIXe siècles. Lavoir du XIXe. Église Saint-Brice du XVIIIe. Importante infrastructure sportive : plan d'eau, pêche, piste de moto-cross, centre hippique.

- Verdun : l'ancienne Verodunum fut un établissement gaulois, puis une cité gallo-romaine sur la chaussée Reims-Metz. Très important patrimoine archéologique et architectural. Dans le cadre de cet article, on ne peut qu'énumérer les principaux monuments historiques, parfois fort endommagés lors de la Première Guerre mondiale, mais très bien restaurés dans les années 1920 :
  - Cathédrale Notre-Dame : superbe édifice d'origine romane, remaniée aux XIIIe, XIVe et XVIIIe siècles, avec multiples détails admirables.
  - Palais épiscopal du XVIIIe œuvre de Robert de Cotte.
  - Ancienne abbaye Saint-Paul du XVIIe, devenue sous-préfecture et Palais de Justice.
  - Hôtel de Ville du XVIIe.
  - Hôtel de la Princerie du XVIe et son musée.
  - Reste de l'enceinte fortifiée du XIIIe : tours de l'Islot, du Champ et des Plaids.
  - Chapelle du collège du XVIIe (jésuites).
  - Crypte Saint-Maur du XIe, vestige de l'abbaye Saint-Maur.
  - Porte Chaussée du XIVe.
  - Porte Châtel des XIIe et XVe.
  - Tour romane, reste de l'abbaye Saint-Vannes
  - Citadelle remaniée par Vauban au XVIIe, avec citadelle souterraine dont galerie de neuf kilomètres.
  - Musée Notre-Dame, au sacraire de la cathédrale.
  - Musée de la guerre, dans la citadelle.
  - Monument de la Victoire de 1929 avec crypte.
  - Carrefour des maréchaux : 16 grandes statues de maréchaux français.
  - Et bien d'autres curiosités encore...